# Janet Cubas
Janet Isabel Cubas Carranza (geboren am 16. Juni 1962 in Chiclayo) ist eine peruanische Hochschuldozentin und Politikerin (parteilos, ehemals Juntos por el Perú und Acción Popular). Sie ist seit 2023 Provinzbürgermeisterin von Chiclayo.

## Leben
Janet Isabel Cubas Carranza wurde am 16. Juni 1962 in der peruanischen Großstadt Chiclayo geboren. 1986 schloss sie an der Universidad Nacional Pedro Ruiz Gallo in Lambayeque ein Studium der Buchhaltung ab. Im Jahr 2019 promovierte sie an derselben Universität im Bereich Verwaltungswesen. Von 2003 bis 2022 war sie als Dozentin an der Universidad Señor de Sipán in Chiclayo tätig.

## Politische Laufbahn
Cubas war zunächst Mitglied der Catch-all-Partei Acción Popular und wurde bei den Kommunalwahlen 2002 in den Provinzrat der Provinz Chiclayo gewählt. 2006 gelang ihr die Wiederwahl, sodass sie von 2003 bis 2010 dem Provinzrat angehörte. Bei den Kommunalwahlen 2010 bewarb sie sich um das Amt der Provinzbürgermeisterin von Chiclayo, konnte sich jedoch nicht durchsetzen. Von 2011 bis 2012 war sie Generalsekretärin des Regionalverbands der Acción Popular in der Region Lambayeque. Im Zuge der Kommunalwahlen 2018, bei denen sie erneut ohne Erfolg als Bürgermeisterkandidatin in Chiclayo antrat, wechselte Cubas zum linken Wahlbündnis Juntos por el Perú. Sowohl bei der vorgezogenen Parlamentswahl in Peru 2020 als auch bei der regulären Parlamentswahl 2021 kandidierte sie für Juntos por el Perú auf dessen Liste in der Region Lambayeque, erreichte jedoch jeweils kein Mandat im Kongress der Republik Peru.
Bei den Kommunalwahlen 2022 kandidierte sie erneut für das Amt der Provinzbürgermeisterin von Chiclayo. Ein zentraler Bestandteil ihrer Kampagne war die Kritik gegen hochrangige peruanische Politiker, insbesondere im Zusammenhang mit zuvor aufgedeckten Korruptionsfällen. Cubas bemühte sich darum, sich als integre Kommunalpolitikerin zu profilieren. Zu ihren erklärten Zielen gehörte, die regionale Identität Chiclayos aufzuwerten und den Tourismus in der Region zu fördern. Sie wurde gewählt und bekleidet das Amt seit dem 1. Januar 2023. Im Juli 2024 endete Cubas’ Mitgliedschaft in der Partei Juntos por el Perú. Während sie selbst angibt, freiwillig ausgetreten zu sein, erklärte Nilo Guamuro Altamirano, Generalsekretär des Regionalverbands in der Region Lambayeque, sie sei ausgeschlossen worden. Er begründete dies damit, dass Cubas ihre Wahlversprechen nicht eingehalten habe und nicht mehr die Werte der Partei vertrete. Seitdem ist Cubas als parteilose Provinzbürgermeisterin tätig.